# リュボミール・シャトカ
リュボミール・シャトカ（Ľubomír Šatka、1995年12月2日 - ）は、スロバキア・イラヴァ出身のサッカー選手。サムスンスポル所属。ポジションはディフェンダー。スロバキア代表。

## クラブ経歴

### キャリア初期
トレンチーン県のイラヴァに生まれ、FKドゥブニツァにてサッカーを始めると2012年にニューカッスル・ユナイテッドFCのユースチームに移籍した。2014年には、ニュージーランドで行われたプレシーズンツアーに帯同し、2015年1月3日のFAカップ、レスター・シティFCにてトップチームデビューを果たした。

### ドゥナイスカー・ストレダ
2017年1月10日、FC DAC 1904ドゥナイスカー・ストレダに半年の契約でレンタル移籍をした。レンタル復帰後の2016-17シーズン終了時、ニューカッスルを契約満了で退団した。
2017年6月18日、ドゥナイスカー・ストレダと3年契約を結んだ。

### レフ・ポズナン
2019年6月29日、ポーランドのレフ・ポズナンに移籍した。

## 代表経歴
2018年3月25日、タイ代表との親善試合にてスロバキア代表デビューを果たした.。